# Entre chien et loup (X-Files)
Entre chien et loup (Alpha) est le 16e épisode de la saison 6 de la série télévisée X-Files. Dans cet épisode, Mulder et Scully enquêtent sur des meurtres commis par un canidé à l'intelligence humaine.

## Résumé
À bord d'un cargo dans l'Océan Pacifique, deux Chinois examinent une caisse avec un animal à l'intérieur. Lorsque le cargo arrive à Los Angeles, les deux hommes sont retrouvés morts dans la caisse alors que l'animal a disparu. Prévenu par Karin Berquist, une spécialiste du comportement canin, Mulder enquête avec Scully et l'officier du port Jeffrey Cahn. Le propriétaire de l'animal, le docteur Ian Detweiler, prétend qu'il s'agit d'un Wanshang Dhole, espèce présumée éteinte. Pendant ce temps, un homme est attaqué par un canidé aux yeux rougeoyants.

## Distribution
- David Duchovny : Fox Mulder
- Gillian Anderson : Dana Scully
- Melinda Culea : Karin Berquist
- Thomas F. Duffy : Jeffrey Cahn
- Andrew Robinson : Dr Ian Detweiler
- Michael Mantell : Dr James Riley
- David Starwalt : l'officier Frank Fiedler

## Accueil

### Audiences
Lors de sa première diffusion aux États-Unis, l'épisode réalise un score de 10,1 sur l'échelle de Nielsen, avec 15 % de parts de marché, et est regardé par 17,70 millions de téléspectateurs.

### Accueil critique
L'épisode recueille des critiques globalement défavorables même si, dans son livre, Tom Kessenich estime que « l'histoire d'amour décalée qui forme le cœur de l'épisode » est « touchante, intéressante et digne d'être analysée ».
Zack Handlen, du site The A.V. Club, lui donne la note de C. Paula Vitaris, de Cinefantastique, lui donne la note de 1,5/4. Le site Le Monde des Avengers lui donne la note de 1/4. Dans leur livre sur la série, Robert Shearman et Lars Pearson lui donnent la note de 1/5. 